# Fáskrúðsfjörður (ort)
Fáskrúðsfjörður är en småort i Austurland på Island. Antalet invånare är 768.

## Historia och kultur
I Fáskrúðsfjörður fanns ett sjukhus som grundades för att tjäna franska fiskare som arbetade här fram till 1935. Den tidigare sjukhusbyggnaden från 1903 har nu restaurerats som hotell. Även nuförtiden finns det tvåspråkiga skyltar i staden som anger gatunamnen på isländska och franska. Den franska kyrkogården med 49 gravar för fiskare från Frankrike och Belgien är en annan turistattraktion. Korset restes 2009.
Byn är nu ett centrum för besökare som tittar på polarsken.